# Wilka
Wilka (sorb. Wjelkow, 1937–45 Wilke) ist eine Ortschaft der Gmina Sulików in Polen.

## Geschichte
Einer von mehreren Stammsitzen der Freiherren von Gersdorff befand sich in Wilka. Das Dorf gehörte zur preußischen Provinz Schlesien und bildete eine Gemeinde des Landkreises Lauban. Als Ort in Niederschlesien teilt er die Geschichte Schlesiens zwischen Deutschen, Polen sowie Sorben und trug offiziell die beiden Namen Wilke/Wilka. Am 14. Januar 1937 wurde Wilka in Wilke umbenannt. Im Jahr 1933 hatte der Ort 337 Einwohner, im Jahr 1939 nur noch 287. Seit Ende des Zweiten Weltkriegs gehört das Dorf zu Polen und trägt den amtlichen Namen Wilka.
Südlich des Ortes wurde ab 1962 die Witka zum Niedów-Stausee aufgestaut, um als Kühlwasserreservoir für das Kraftwerk Turów zu dienen.

## Sehenswürdigkeiten
- In Wilka-Ksawerów (Zwecka) befindet sich ein Schloss mit Park, erbaut im Jahr 1820 von der Familie von Rindfleisch[1].

## Verkehr
Durch den Ort verläuft die Bahnstrecke Görlitz–Seidenberg.

## Söhne und Töchter des Dorfes
- August Christian Adolf Zestermann (1807–1869), Kunsthistoriker und Pädagoge
- Erich von Schickfus und Neudorff (1880–1955), Generalmajor